# ویک‌فیلد (پنسیلوانیا)
ویک‌فیلد (به انگلیسی: Wakefield) یک منطقهٔ مسکونی در ایالات متحده آمریکا است که در شهرستان لنکستر، پنسیلوانیا واقع شده‌است. ویک‌فیلد ۶۰۹ نفر جمعیت دارد.